# راندال كولينز
راندال كولينز (بالإنجليزية: Randall Collins)‏ هو عالم اجتماع أمريكي، ولد في 1941 في نوكسفيل في الولايات المتحدة.